# بنجامین دی (دوچرخه‌سوار)
بنجامین دی (انگلیسی: Benjamin Day؛ زادهٔ ۱۱ دسامبر ۱۹۷۸) دوچرخه‌سوار اهل استرالیا است.